# Ammophila untumoris
Ammophila untumoris es una especie de avispa del género Ammophila, familia Sphecidae.

## Taxonomía
Fue descrito por primera vez en 1989 por Yang y Li.